# Andrés Oliva
Andrés Oliva Sánchez (* 7. Dezember 1948 in Ocaña; † 5. Juli 2023 ebenda) war ein spanischer Radrennfahrer und nationaler Meister im Radsport.

## Sportliche Laufbahn
Oliva war im Straßenradsport aktiv. 1969 gewann er die nationale Meisterschaft im Mannschaftszeitfahren. Als Amateur siegte er 1969 in der Vuelta a Asturias, 1970 in der Vuelta Ciclista a Navarra, in der Vuelta a Cantabria und in der Vuelta a Segovia.
Von 1971 bis 1980 war er als Berufsfahrer aktiv. Als Radprofi gewann er die Volta Ciclista a Mallorca 1972, die Klasika Primavera und den Gran Premio Caboalles de Abajo 1974, die Vuelta a Segovia 1976, die nationale Meisterschaft im Bergfahren 1977 sowie die Clásica de Sabiñánigo 1979.
Etappensiege holte Oliva in der Vuelta a Cantabria 1971 und 1975, in der Vuelta a los Valles Mineros 1972, in der Portugal-Rundfahrt 1972, in der Volta Ciclista a Mallorca 1972, im Rennen Subida a Arrate 1974, in der Tour de Suisse 1975, in der Vuelta a Aragón 1978, im Critérium du Dauphiné 1978. Oliva gewann die Bergwertung in der Vuelta a la Rioja 1971 sowie in der Katalonien-Rundfahrt 1975, in der Vuelta a España 1975, 1976 und 1978, im Giro d’Italia 1975 und 1976. 
Zweite Plätze holte Oliva 1971 in der Trofeo Elola und in der Vuelta a Cantabria hinter Gonzalo Aja, in den Rennen Subida a Arrate, Trofeo Masferrer und Katalonien-Rundfahrt hinter Bernard Thévenet 1974, im Grand Prix de Navarre 1976, in der Vuelta a Aragón 1978. Dritter wurde er im Rennen Subida a Arrate 1971, in der Vuelta a los Valles Mineros 1972, in der Clàssica Comunitat Valenciana 1973 und in der Prueba Villafranca-Ordiziako Klasika 1978. Oliva bestritt alle Grand Tours.

## Grand-Tour-Platzierungen
| Grand Tour            | 1971 | 1972 | 1973 | 1974 | 1975 | 1976 | 1977 | 1978 | 1979 | 1980 |
| --------------------- | ---- | ---- | ---- | ---- | ---- | ---- | ---- | ---- | ---- | ---- |
| Vuelta a EspañaVuelta | 22   | 11   | 32   | DNF  | 15   | 13   | 17   | 11   | –    | DNF  |
| Giro d’ItaliaGiro     | –    | –    | –    | –    | 14   | 21   | –    | –    | –    | –    |
| Tour de FranceTour    | –    | –    | –    | 19   | –    | –    | –    | 39   | 84   | DNF  |